# Serie C 2023/24
Die Serie C 2023/24 war die 10. Spielzeit der dritthöchsten italienischen Spielklasse im Fußball der Männer. Sie begann am 1. September 2023 und endete am 28. April 2024.

## Teilnehmende Auf- und Absteiger
- die Mannschaften auf den Plätzen 17 bis 20 der Serie B 2022/23:
  - Benevento Calcio
  - SPAL Ferrara
  - AC Perugia Calcio
- die Meister der neun Staffeln der Serie D 2022/23:
  - US Sestri Levante (Gruppe A)
  - FC Lumezzane VGZ ASD (Gruppe B)
  - FC Legnago Salus (Gruppe C)
  - AS Giana Erminio (Gruppe D)
  - SS Arezzo (Gruppe E)
  - ASD Pineto Calcio (Gruppe F)
  - Sorrento 1945 (Gruppe G)
  - FC Brindisi (Gruppe H)
  - Catania SSD (Gruppe I)
  - FC Casertana (Gruppe G, Play-off)
- nach dem Ausschluss von Pordenone Calcio und ACN Siena
  - Mantova 1911
  - Atalanta Bergamo U23

## Gruppe A

### Teilnehmer
| Verein                  | Stadt              | Region                  |
| ----------------------- | ------------------ | ----------------------- |
| UC AlbinoLeffe          | Leffe              | Lombardei               |
| US Alessandria Calcio   | Alessandria        | Piemont                 |
| FC Arzignano Valchiampo | Arzignano          | Venetien                |
| Atalanta Bergamo U23    | Bergamo            | Lombardei               |
| Aurora Pro Patria       | Busto Arsizio      | Lombardei               |
| US Fiorenzuola 1922     | Fiorenzuola d’Arda | Emilia-Romagna          |
| AS Giana Erminio        | Gorgonzola         | Lombardei               |
| US Pergolettese 1932    | Crema              | Lombardei               |
| FC Legnago Salus        | Legnago            | Venetien                |
| Mantova 1911            | Mantua             | Lombardei               |
| Novara Calcio           | Novara             | Piemont                 |
| Calcio Padova           | Padua              | Venetien                |
| FC Lumezzane VGZ ASD    | Lumezzane          | Lombardei               |
| Pro Sesto 1913          | Sesto San Giovanni | Lombardei               |
| FC Pro Vercelli         | Vercelli           | Piemont                 |
| AC Renate               | Renate             | Lombardei               |
| AC Trento 1921          | Trient             | Trentino-Südtirol       |
| US Triestina            | Triest             | Friaul-Julisch Venetien |
| L.R. Vicenza Virtus     | Vicenza            | Venetien                |
| Virtus Verona           | Verona             | Venetien                |

### Abschlusstabelle
| Pl. | Verein                      | Sp. | S  | U  | N  | Tore    | Diff. | Punkte |
| --- | --------------------------- | --- | -- | -- | -- | ------- | ----- | ------ |
| 1.  | Mantova 1911                | 38  | 24 | 8  | 6  | 072:310 | +41   | 80     |
| 2.  | Calcio Padova               | 38  | 21 | 14 | 3  | 055:280 | +27   | 77     |
| 3.  | L.R. Vicenza Virtus         | 38  | 20 | 11 | 7  | 052:300 | +22   | 71     |
| 4.  | US Triestina                | 38  | 19 | 7  | 12 | 061:440 | +17   | 64     |
| 5.  | Atalanta Bergamo U23 (NE)   | 38  | 16 | 11 | 11 | 043:360 | +7    | 59     |
| 6.  | FC Legnago Salus (N)        | 38  | 13 | 17 | 8  | 046:390 | +7    | 56     |
| 7.  | AS Giana Erminio (N)        | 38  | 15 | 8  | 15 | 046:440 | +2    | 53     |
| 8.  | FC Pro Vercelli             | 38  | 14 | 11 | 13 | 050:470 | +3    | 53     |
| 9.  | FC Lumezzane VGZ ASD (N)    | 38  | 15 | 8  | 15 | 049:480 | +1    | 53     |
| 10. | AC Trento 1921              | 38  | 13 | 12 | 13 | 034:370 | −3    | 51     |
| 11. | Virtus Verona               | 38  | 12 | 11 | 15 | 035:430 | −8    | 47     |
| 12. | Aurora Pro Patria           | 38  | 12 | 10 | 16 | 037:510 | −14   | 46     |
| 13. | UC AlbinoLeffe              | 38  | 10 | 15 | 13 | 034:370 | −3    | 45     |
| 14. | US Pergolettese 1932        | 38  | 13 | 6  | 19 | 044:500 | −6    | 45     |
| 15. | AC Renate                   | 38  | 11 | 12 | 15 | 035:460 | −11   | 45     |
| 16. | FC Arzignano Valchiampo     | 38  | 10 | 14 | 14 | 032:370 | −5    | 44     |
| 17. | Novara Calcio               | 38  | 8  | 19 | 11 | 039:490 | −10   | 43     |
| 18. | US Fiorenzuola 1922 (U)     | 38  | 10 | 8  | 20 | 038:620 | −24   | 38     |
| 19. | Pro Sesto 1913              | 38  | 7  | 14 | 17 | 025:400 | −15   | 35     |
| 20. | US Alessandria Calcio (U) 1 | 38  | 5  | 8  | 25 | 020:480 | −28   | 20     |

Platzierungskriterien: 1. Punkte – 2. Direkter Vergleich (Punkte, Tordifferenz, geschossene Tore) – 3. Tordifferenz – 4. geschossene Tore

| Zum Saisonende 2023/24: |                                           |
| Meister der Gruppe, Aufstieg in die Serie B 2024/25 und Teilnahme an der Supercoppa Serie C Teilnahme an den Play-offs Teilnahme an der Play-outs gegen den Abstieg Abstieg in die Serie D 2024/25 |                                           |
| |                                           |
| Zum Saisonende 2022/23: |                                           |
| (N) | Aufsteiger aus der Serie D 2022/23        |
| (U) | Umgruppierung                             |
| (NE) | Neueinsteiger (II. Mannschaft angemeldet) |
| |                                           |

## Gruppe B

### Teilnehmer
| Verein                    | Stadt          | Region         |
| ------------------------- | -------------- | -------------- |
| US Ancona 1905            | Ancona         | Marken         |
| SS Arezzo                 | Arezzo         | Toskana        |
| Carrarese Calcio          | Carrara        | Toskana        |
| FC Cesena                 | Cesena         | Emilia-Romagna |
| Delfino Pescara 1936      | Pescara        | Abruzzen       |
| FC Fermana                | Massa Fermana  | Marken         |
| AS Gubbio 1910            | Gubbio         | Umbrien        |
| Juventus Next Gen         | Turin          | Piemont        |
| Lucchese 1905             | Lucca          | Toskana        |
| Olbia Calcio 1905         | Olbia          | Sardinien      |
| AC Perugia Calcio         | Perugia        | Umbrien        |
| ASD Pineto Calcio         | Pineto         | Abruzzen       |
| US Città di Pontedera     | Pontedera      | Toskana        |
| US Recanatese             | Recanati       | Marken         |
| Rimini Football Club 1912 | Rimini         | Emilia-Romagna |
| US Sestri Levante         | Sestri Levante | Ligurien       |
| SPAL Ferrara              | Ferrara        | Emilia-Romagna |
| SEF Torres 1903           | Sassari        | Sardinien      |
| Virtus Entella            | Chiavari       | Ligurien       |
| Vis Pesaro                | Pesaro         | Marken         |

### Abschlusstabelle
| Pl. | Verein                    | Sp. | S  | U  | N  | Tore    | Diff. | Punkte |
| --- | ------------------------- | --- | -- | -- | -- | ------- | ----- | ------ |
| 1.  | FC Cesena                 | 38  | 30 | 6  | 2  | 080:190 | +61   | 96     |
| 2.  | SEF Torres 1903           | 38  | 22 | 9  | 7  | 056:370 | +19   | 75     |
| 3.  | Carrarese Calcio          | 38  | 21 | 10 | 7  | 054:300 | +24   | 73     |
| 4.  | AC Perugia Calcio (A)     | 38  | 17 | 12 | 9  | 044:350 | +9    | 63     |
| 5.  | AS Gubbio 1910            | 38  | 16 | 11 | 11 | 050:380 | +12   | 59     |
| 6.  | Delfino Pescara 1936 (U)  | 38  | 16 | 7  | 15 | 060:550 | +5    | 55     |
| 7.  | Juventus Next Gen         | 38  | 15 | 9  | 14 | 050:440 | +6    | 54     |
| 8.  | SS Arezzo (N)             | 38  | 14 | 11 | 13 | 046:440 | +2    | 53     |
| 9.  | US Città di Pontedera     | 38  | 14 | 10 | 14 | 053:540 | −1    | 52     |
| 10. | Rimini Football Club 1912 | 38  | 14 | 8  | 16 | 052:540 | −2    | 50     |
| 11. | SPAL Ferrara (A)          | 38  | 12 | 13 | 13 | 041:400 | +1    | 49     |
| 12. | Lucchese 1905             | 38  | 11 | 12 | 15 | 034:430 | −9    | 45     |
| 13. | Virtus Entella            | 38  | 11 | 12 | 15 | 033:350 | −2    | 45     |
| 14. | ASD Pineto Calcio (N)     | 38  | 9  | 18 | 11 | 038:420 | −4    | 45     |
| 15. | US Sestri Levante (N)     | 38  | 12 | 8  | 18 | 042:550 | −13   | 44     |
| 16. | US Ancona 1905            | 38  | 10 | 12 | 16 | 041:510 | −10   | 42     |
| 17. | Vis Pesaro                | 38  | 8  | 15 | 15 | 037:470 | −10   | 39     |
| 18. | US Recanatese             | 38  | 10 | 8  | 20 | 047:650 | −18   | 38     |
| 19. | FC Fermana                | 38  | 6  | 13 | 19 | 030:590 | −29   | 31     |
| 20. | Olbia Calcio 1905         | 38  | 6  | 8  | 24 | 025:670 | −42   | 26     |

Platzierungskriterien: 1. Punkte – 2. Direkter Vergleich (Punkte, Tordifferenz, geschossene Tore) – 3. Tordifferenz – 4. geschossene Tore

| Zum Saisonende 2023/24: |                                    |
| Meister der Gruppe, Aufstieg in die Serie B 2024/25 und Teilnahme an der Supercoppa Serie C Teilnahme an den Play-offs Teilnahme an der Play-outs gegen den Abstieg Abstieg in die Serie D 2024/25 |                                    |
| |                                    |
| Zum Saisonende 2022/23: |                                    |
| (A) | Absteiger aus der Serie B 2022/23  |
| (N) | Aufsteiger aus der Serie D 2022/23 |
| (U) | Umgruppierung                      |
| |                                    |

## Gruppe C

### Teilnehmer
| Verein                    | Stadt                   | Region     |
| ------------------------- | ----------------------- | ---------- |
| SS Audace Cerignola       | Cerignola               | Apulien    |
| US Avellino 1912          | Avellino                | Kampanien  |
| Benevento Calcio          | Benevento               | Kampanien  |
| FC Brindisi               | Brindisi                | Apulien    |
| FC Casertana              | Caserta                 | Kampanien  |
| Catania SSD               | Catania                 | Sizilien   |
| FC Crotone                | Crotone                 | Kalabrien  |
| Foggia Calcio             | Foggia                  | Apulien    |
| Giugliano Calcio 1928     | Giugliano               | Kampanien  |
| SS Juve Stabia            | Castellammare di Stabia | Kampanien  |
| Latina Calcio 1932        | Latina                  | Latium     |
| ACR Messina               | Messina                 | Sizilien   |
| SS Monopoli 1966          | Monopoli                | Apulien    |
| Monterosi Tuscia          | Monterosi               | Latium     |
| AZ Picerno                | Picerno                 | Basilikata |
| Potenza Calcio            | Potenza                 | Basilikata |
| Sorrento 1945             | Sorrent                 | Kampanien  |
| Taranto FC 1927           | Tarent                  | Apulien    |
| Turris Calcio             | Torre del Greco         | Kampanien  |
| Virtus Francavilla Calcio | Francavilla Fontana     | Apulien    |

### Abschlusstabelle
| Pl. | Verein                    | Sp. | S  | U  | N  | Tore    | Diff. | Punkte |
| --- | ------------------------- | --- | -- | -- | -- | ------- | ----- | ------ |
| 1.  | SS Juve Stabia            | 38  | 22 | 13 | 3  | 057:240 | +33   | 79     |
| 2.  | US Avellino 1912          | 38  | 20 | 9  | 9  | 062:290 | +33   | 69     |
| 3.  | Benevento Calcio (A)      | 38  | 18 | 12 | 8  | 045:330 | +12   | 66     |
| 4.  | FC Casertana (N)          | 38  | 17 | 14 | 7  | 051:380 | +13   | 65     |
| 5.  | Taranto FC 1927 1         | 38  | 20 | 9  | 9  | 046:310 | +15   | 65     |
| 6.  | AZ Picerno                | 38  | 15 | 13 | 10 | 053:400 | +13   | 58     |
| 7.  | SS Audace Cerignola       | 38  | 12 | 17 | 9  | 054:460 | +8    | 53     |
| 8.  | Giugliano Calcio 1928     | 38  | 15 | 8  | 15 | 044:470 | −3    | 53     |
| 9.  | FC Crotone                | 38  | 13 | 13 | 12 | 054:470 | +7    | 52     |
| 10. | Latina Calcio 1932        | 38  | 14 | 9  | 15 | 044:510 | −7    | 51     |
| 11. | Foggia Calcio             | 38  | 13 | 9  | 16 | 040:440 | −4    | 48     |
| 12. | Sorrento 1945 (N)         | 38  | 13 | 9  | 16 | 039:470 | −8    | 48     |
| 13. | Catania SSD (N) 2         | 38  | 12 | 9  | 17 | 039:380 | +1    | 45     |
| 14. | ACR Messina               | 38  | 11 | 12 | 15 | 041:490 | −8    | 45     |
| 15. | Turris Calcio             | 38  | 11 | 11 | 16 | 046:570 | −11   | 44     |
| 16. | Potenza Calcio            | 38  | 10 | 13 | 15 | 038:470 | −9    | 43     |
| 17. | SS Monopoli 1966          | 38  | 10 | 12 | 16 | 041:510 | −10   | 42     |
| 18. | Virtus Francavilla Calcio | 38  | 8  | 11 | 19 | 030:500 | −20   | 35     |
| 19. | Monterosi Tuscia          | 38  | 8  | 11 | 19 | 043:620 | −19   | 35     |
| 20. | FC Brindisi (N) 3         | 38  | 7  | 8  | 23 | 028:640 | −36   | 25     |

Platzierungskriterien: 1. Punkte – 2. Direkter Vergleich (Punkte, Tordifferenz, geschossene Tore) – 3. Tordifferenz – 4. geschossene Tore

| Zum Saisonende 2023/24: |                                    |
| Meister der Gruppe, Aufstieg in die Serie B 2024/25 und Teilnahme an der Supercoppa Serie C Teilnahme an den Play-offs Teilnahme an der Play-outs gegen den Abstieg Abstieg in die Serie D 2024/25 |                                    |
| |                                    |
| Zum Saisonende 2022/23: |                                    |
| (N) | Aufsteiger aus der Serie D 2022/23 |
| |                                    |

## Play-offs
Insgesamt 28 Mannschaften spielten den vierten Aufsteiger aus, je 9 Teams pro Gruppe und Catania SSD als Sieger der Coppa Italia Serie C. Gespielt wurde in sechs Runden.

### Gruppe A
Die Mannschaften auf den Plätzen 5 bis 10 der Gruppe A traten hier gegeneinander an. Die Teams der Plätze 2 bis 4 erhielten dabei ein Freilos für die zweite bzw. die Finalrunde. Endete eine Begegnung remis, kam die Mannschaft mit der besseren Platzierung in der Abschlusstabelle weiter.
1. Runde
Die Spiele des 5. – 10., 6. – 9. und 7. – 8. wurden am 7. Mai 2024 ausgetragen.
|                      | Ergebnis |                      |
| -------------------- | -------- | -------------------- |
| Atalanta Bergamo U23 | 3:1      | AC Trento 1921       |
| FC Legnago Salus     | 1:0      | FC Lumezzane VGZ ASD |
| AS Giana Erminio     | 3:0      | FC Pro Vercelli      |

2. Runde
Die Spiele wurden am 11. Mai 2024 ausgetragen.
|                      | Ergebnis |                  |
| -------------------- | -------- | ---------------- |
| US Triestina         | 1:1      | AS Giana Erminio |
| Atalanta Bergamo U23 | 1:1      | FC Legnago Salus |

### Gruppe B
Die Mannschaften auf den Plätzen 5 bis 10 der Gruppe B traten hier gegeneinander an. Die Teams der Plätze 2 bis 4 erhielten dabei ein Freilos für die zweite bzw. die Finalrunde. Endete eine Begegnung remis, kam die Mannschaft mit der besseren Platzierung in der Abschlusstabelle weiter.
1. Runde
Die Spiele des 5. – 10., 6. – 9. und 7. – 8. wurden am 7. Mai 2024 ausgetragen.
|                      | Ergebnis |                           |
| -------------------- | -------- | ------------------------- |
| AS Gubbio 1910       | 0:1      | Rimini Football Club 1912 |
| Delfino Pescara 1936 | 2:2      | US Città di Pontedera     |
| Juventus Next Gen    | 2:0      | SS Arezzo                 |

2. Runde
Die Spiele wurden am 11. Mai 2024 ausgetragen.
|                      | Ergebnis |                           |
| -------------------- | -------- | ------------------------- |
| AC Perugia Calcio    | 0:0      | Rimini Football Club 1912 |
| Delfino Pescara 1936 | 1:3      | Juventus Next Gen         |

### Gruppe C
Die Mannschaften auf den Plätzen 5 bis 10 der Gruppe C traten hier gegeneinander an. Die Teams der Plätze 2 bis 4 erhielten dabei ein Freilos für die zweite bzw. die Finalrunde. Endete eine Begegnung remis, kam die Mannschaft mit der besseren Platzierung in der Abschlusstabelle weiter.
1. Runde
Die Spiele des 5. – 10., 6. – 9. und 7. – 8. wurden am 7. Mai 2024 ausgetragen.
|                     | Ergebnis |                       |
| ------------------- | -------- | --------------------- |
| Taranto FC 1927     | 0:0      | Latina Calcio 1932    |
| AZ Picerno          | 2:0      | FC Crotone            |
| SS Audace Cerignola | 1:1      | Giugliano Calcio 1928 |

2. Runde
Die Spiele wurden am 11. Mai 2024 ausgetragen.
|                 | Ergebnis |                     |
| --------------- | -------- | ------------------- |
| FC Casertana    | 0:0      | SS Audace Cerignola |
| Taranto FC 1927 | 0:0      | AZ Picerno          |

### Finalrunde
Achtelfinale
Die Sieger aus den jeweiligen 2. Runden sowie die Mannschaften, die aufgrund ihrer Tabellenplatzierungen Freilose erhielten, spielten hier gruppenübergreifend in Hin- und Rückspielen gegeneinander. Die Dritt-, Viertplatzierten und das beste Team der 2. Runde spielte zuerst auswärts. Die Hinspiele wurden am 14., die Rückspiele am 18. Mai 2024 ausgetragen. Stand es nach zwei Partien unentschieden, kam die Mannschaft mit der besseren Platzierung in ihrer jeweiligen Gruppentabelle weiter.
|                      | Gesamt |                     | Hinspiel | Rückspiel |
| -------------------- | ------ | ------------------- | -------- | --------- |
| Taranto FC 1927      | 0:1    | L.R. Vicenza Virtus | 0:1      | 1:1       |
| AC Perugia Calcio    | 2:3    | Carrarese Calcio    | 0:2      | 2:1       |
| US Triestina         | 2:3    | Benevento Calcio    | 1:1      | 1:2       |
| Atalanta Bergamo U23 | 1:1    | Catania SSD         | 0:1      | 1:0       |
| Juventus Next Gen    | 3:2    | FC Casertana        | 0:1      | 3:1       |

Viertelfinale
Die Sieger aus den vorherigen Partien, sowie die drei Zweitplatzierten traten hier in Hin- und Rückspielen gegeneinander an. Die Hinspiele wurden am 21. Mai (Vicenza – Padova 22. Mai), die Rückspiele am 25. Mai 2024 ausgetragen. Stand es nach zwei Partien unentschieden, kam die Mannschaft mit der besseren Platzierung in ihrer jeweiligen Gruppentabelle weiter.
|                     | Gesamt |                  | Hinspiel | Rückspiel |
| ------------------- | ------ | ---------------- | -------- | --------- |
| Benevento Calcio    | 1:0    | SEF Torres 1903  | 1:0      | 0:0       |
| Catania SSD         | 2:2    | US Avellino 1912 | 1:0      | 1:2       |
| Juventus Next Gen   | 3:3    | Carrarese Calcio | 1:1      | 2:2       |
| L.R. Vicenza Virtus | 3:0    | Calcio Padova    | 2:0      | 1:0       |

Halbfinale
Die letzten vier Mannschaften traten hier in Hin- und Rückspielen gegeneinander an. Die Hinspiele wurden am 28. Mai, die Rückspiele am 2. Juni 2024 ausgetragen. Stand es nach zwei Partien unentschieden, wurde eine Entscheidung per Verlängerung und anschließend im Elfmeterschießen herbeigeführt.
|                  | Gesamt |                     | Hinspiel | Rückspiel |
| ---------------- | ------ | ------------------- | -------- | --------- |
| US Avellino 1912 | 1:2    | L.R. Vicenza Virtus | 0:0      | 1:2       |
| Carrarese Calcio | 3:2    | Benevento Calcio    | 1:0      | 2:2       |

Finale
Die letzten zwei Mannschaften traten hier in Hin- und Rückspielen gegeneinander an. Das Hinspiel wurde am 5., das Rückspiel am 9. Juni 2024 ausgetragen. Stand es nach zwei Partien unentschieden, wurde eine Entscheidung per Verlängerung und anschließend im Elfmeterschießen herbeigeführt. Der Sieger stieg in die Serie B auf.
|                     | Gesamt |                  | Hinspiel | Rückspiel |
| ------------------- | ------ | ---------------- | -------- | --------- |
| L.R. Vicenza Virtus | 0:1    | Carrarese Calcio | 0:0      | 0:1       |

## Play-outs
Die acht schlechtesten Mannschaften aus der Gruppenphase, die nicht bereits regulär abgestiegen sind, spielten hier in Hin- und Rückspielen um den Klassenerhalt.
Die Hinspiele wurden am 12., die Rückspiele am 19. Mai 2024 ausgetragen. Bei Gleichstand nach beiden Spielen stieg die Mannschaft mit der niedrigeren Platzierung in der Abschlusstabelle ab.
|                           | Gesamt |                  | Hinspiel | Rückspiel |
| ------------------------- | ------ | ---------------- | -------- | --------- |
| US Fiorenzuola 1922       | 2:5    | Novara Calcio    | 1:3      | 1:2       |
| US Recanatese             | 4:4    | Vis Pesaro       | 1:0      | 3:4       |
| Monterosi Tuscia          | 1:2    | Potenza Calcio   | 0:1      | 1:1       |
| Virtus Francavilla Calcio | 2:2    | SS Monopoli 1966 | 1:1      | 1:1       |

## Supercoppa Serie C
Hier spielten die drei Staffelmeister den Supercup aus.
|            |                | Ergebnis |                |
| ---------- | -------------- | -------- | -------------- |
| 05.05.2024 | Mantova 1911   | 1:2      | FC Cesena      |
| 11.05.2024 | SS Juve Stabia | 1:4      | Mantova 1911   |
| 19.05.2024 | FC Cesena      | 2:2      | SS Juve Stabia |

| Pl. | Verein         | Sp. | S | U | N | Tore    | Diff. | Punkte |
| --- | -------------- | --- | - | - | - | ------- | ----- | ------ |
| 1.  | FC Cesena      | 2   | 1 | 1 | 0 | 004:300 | +1    | 04     |
| 2.  | Mantova 1911   | 2   | 1 | 0 | 1 | 005:300 | +2    | 03     |
| 3.  | SS Juve Stabia | 2   | 0 | 1 | 1 | 003:600 | −3    | 01     |